# OR10A5
OR10A5 (англ. Olfactory receptor family 10 subfamily A member 5) – білок, який кодується однойменним геном, розташованим у людей на короткому плечі 11-ї хромосоми. Довжина поліпептидного ланцюга білка становить 317 амінокислот, а молекулярна маса — 35 519.
| 10         |  | 20         |  | 30         |  | 40         |  | 50         |
| ---------- |  | ---------- |  | ---------- |  | ---------- |  | ---------- |
| MAIGNWTEIS |  | EFILMSFSSL |  | PTEIQSLLFL |  | TFLTIYLVTL |  | KGNSLIILVT |
| LADPMLHSPM |  | YFFLRNLSFL |  | EIGFNLVIVP |  | KMLGTLLAQD |  | TTISFLGCAT |
| QMYFFFFFGV |  | AECFLLATMA |  | YDRYVAICSP |  | LHYPVIMNQR |  | TRAKLAAASW |
| FPGFPVATVQ |  | TTWLFSFPFC |  | GTNKVNHFFC |  | DSPPVLKLVC |  | ADTALFEIYA |
| IVGTILVVMI |  | PCLLILCSYT |  | RIAAAILKIP |  | SAKGKHKAFS |  | TCSSHLLVVS |
| LFYISSSLTY |  | FWPKSNNSPE |  | SKKLLSLSYT |  | VVTPMLNPII |  | YSLRNSEVKN |
| ALSRTFHKVL |  | ALRNCIP    |  |            |  |            |  |            |

A: Аланін

C: Цистеїн

D: Аспарагінова кислота

E: Глутамінова кислота

F: Фенілаланін

G: Гліцин

H: Гістидин

I: Ізолейцин

K: Лізин

L: Лейцин

M: Метіонін

N: Аспарагін

P: Пролін

Q: Глутамін

R: Аргінін

S: Серин

T: Треонін

V: Валін

W: Триптофан

Кодований геном білок за функціями належить до рецепторів, g-білокспряжених рецепторів, білків внутрішньоклітинного сигналінгу. 
Локалізований у клітинній мембрані, мембрані.